# 13259 Bhat
A 13259 Bhat (ideiglenes jelöléssel 1998 QA15) a Naprendszer kisbolygóövében található aszteroida. A LINEAR projekt keretében fedezték fel 1998. augusztus 17-én.